# Xã Lodema, Quận Pembina, Bắc Dakota
Xã Lodema (tiếng Anh: Lodema Township) là một xã thuộc quận Pembina, tiểu bang Bắc Dakota, Hoa Kỳ. Năm 2010, dân số của xã này là 69 người.